# Hieronim Martynowski
Hieronim Martynowski (ur. 23 lipca 1807 w Ludwikowie k. Wilna, zm. 2 listopada 1861 w Liège) – polski matematyk specjalizujący się w rachunku różniczkowym i całkowym oraz teorii równań i krzywych algebraicznych.

## Życiorys
Ukończył szkołę w Winnicy. W 1827 roku zapisał się na Wydział Medycyny Uniwersytetu w Wilnie. Wziął udział w powstaniu listopadowym po którym wyjechał do Liège w Belgii, gdzie studiował matematykę. Pracował w Szkole Wyższej Przemysłowej w Liège od 1849 jako profesor. Członek korespondent Towarzystwa Naukowego Krakowskiego od 1859. Pisarz, bibliofil, kolekcjoner literatury słowiańskiej.